# Steinfurth (Stammbach)
Steinfurth ist ein Gemeindeteil der Marktes Stammbach im Landkreis Hof (Oberfranken, Bayern). Steinfurth liegt in der Gemarkung Straas.

## Geografie
Die Einöde liegt am Südosthang der Reuthöhe (580 m ü. NHN). Ein Anliegerweg führt 900 Meter nördlich nach Oelschnitz.

## Geschichte
Steinfurth gehörte zur Realgemeinde Oelschnitz. Gegen Ende des 18. Jahrhunderts bestand Steinfurth aus einem Anwesen. Die Hochgerichtsbarkeit  stand dem bayreuthischen Vogteiamt Stammbach zu. Das Kastenamt Münchberg war Grundherr des Viertelhofes.
Von 1797 bis 1810 unterstand Steinfurth dem Justiz- und Kammeramt Münchberg. Infolge des Ersten Gemeindeedikts wurde Steinfurth dem 1812 gebildeten Steuerdistrikt Straas und der zugleich entstanden Ruralgemeinde Straas zugewiesen. Im Zuge der Gebietsreform in Bayern wurde Steinfurth am 1. Juli 1972 im Zuge der Gebietsreform in Bayern nach Stammbach eingemeindet.

### Einwohnerentwicklung
| Jahr      | 1812  | 1861  | 1871   | 1885   | 1900   | 1925   | 1950   | 1961   | 1970   | 1987  |
| Einwohner | *     | 9     | 10     | 8      | 6      | 7      | 4      | 8      | 7      | 2     |
| Häuser    | *     |       |        | 1      | 1      | 1      | 1      | 1      |        | 1     |
| Quelle    | [ 6 ] | [ 9 ] | [ 10 ] | [ 11 ] | [ 12 ] | [ 13 ] | [ 14 ] | [ 15 ] | [ 16 ] | [ 1 ] |

## Religion
Steinfurth ist evangelisch-lutherisch geprägt und bis heute nach St. Maria (Stammbach) gepfarrt.